# Валсаваранш
Валсаваранш (фр. Valsavarenche, итал. Valsavarenche) је насеље у Италији у округу Долина Аосте, региону Долина Аосте.
Према процени из 2011. у насељу је живело 180 становника. Насеље се налази на надморској висини од 1552 м.

## Становништво
| 1931. | 1936. | 1951. | 1961. | 1971. | 1981. | 1991. | 2001. | 2011. |
| ----- | ----- | ----- | ----- | ----- | ----- | ----- | ----- | ----- |
| 328   | 380   | 309   | 295   | 256   | 204   | 198   | 180   | 187   |